# Тарасенко, Александр Георгиевич
Александр Георгиевич Тарасенко (28 октября 1941, Павлодар — 19 октября 2015, Санкт-Петербург) — советский и российский актёр и режиссёр, поэт-песенник, народный артист Российской Федерации (1997).

## Биография
В 1964 году, окончив Ленинградский государственный институт театра, музыки и кинематографии, дебютировал на сцене Воронежского ТЮЗа.
В ТЮЗе сыграл более 150 ролей. Основные роли:
- Корчагин («Как закалялась сталь» Н. А. Островского)
- Борис («Гроза» А. Н. Островского)
- Глов-старший («Игроки» Н. В. Гоголя)
- доктор Рагин («Палата № 6» А. П. Чехова)
- Фома Опискин («Село Степанчиково и его обитатели» Ф. М. Достоевский)
- Принц («Золушка» Ш. Перро)
- Жан Вальжан («Отверженные» В. Гюго)

На сцене ТЮЗа поставил 13 спектаклей. Автор либретто к опере Г. Ставонина «Олеко Дундич».
Поэт-песенник. Снимался в кино.
Скончался 19 октября 2015 года. Похоронен на Коминтерновском кладбище в Воронеже.

## Почётные звания и награды
- Заслуженный артист РСФСР (29 января 1979)
- Народный артист Российской Федерации (22 января 1997)[3]
- Знак отличия «За заслуги перед Воронежской областью» (20 марта 2015) — за многолетнюю плодотворную творческую деятельность, большой личный вклад в развитие культуры Воронежской области, высокий профессионализм и активную жизненную позицию
- Лауреат областной театральной премии «Итоги сезона» (2006)[3]